# NBA Finals

Logo delle NBA Finals

Le Finals sono le finali del campionato della National Basketball Association, che hanno sempre inizio a cavallo tra la prima e la seconda settimana di giugno.
Vi partecipano le due squadre appartenenti rispettivamente alla Western Conference e alla Eastern Conference che hanno vinto la Conference Finals, nell'ultimo atto dei Playoff. Le finali sono al meglio delle sette partite, quindi la serie è vinta dalla squadra che per prima vince quattro partite.
Il fattore campo è assegnato in base al record vittorie-sconfitte ottenuto nella regular season. Il formato, dalla stagione 2014 è ritornato quello precedente al 1985, cioè la squadra con il record migliore ha diritto a disputare in casa le prime due gare della serie finale e poi le eventuali Gara 5 e Gara 7 (2-2-1-1-1), mentre dal 1985 al 2013 invece la squadra con il miglior record giocava in casa le prime due gare e le eventuali ultime due (2-3-2).
Si sono disputate in tutto 77 finali NBA, dal 1947 al 2024. Dalla stagione 1968-1969, inoltre, è stato introdotto il premio di MVP delle Finali NBA, che alla fine della serie finale viene assegnato al miglior giocatore.
Alla squadra vincitrice delle NBA Finals viene consegnato il Larry O'Brien Championship Trophy.

## Albo d'oro delle NBA Finals
In grassetto la squadra vincitrice della finale:
| Stagione                                | Campioni Western Division (Playoffs)/Conference | Serie | Campioni Eastern Division (Playoffs)/Conference | MVP delle Finali                  |
| Basketball Association of America (BAA) |                                                 |       |                                                 |                                   |
| 1946-1947                               | Chicago Stags                                   | 1–4   | Philad. Warriors                                |                                   |
| 1947-1948                               | Baltimore Bullets                               | 4–2   | Philad. Warriors                                |                                   |
| 1948-1949                               | Minneapolis Lakers                              | 4–2   | Wash. Capitols                                  |                                   |
| National Basketball Association (NBA)   |                                                 |       |                                                 |                                   |
| 1949-1950                               | Minneapolis Lakers                              | 4–2   | Syracuse Nationals                              |                                   |
| 1950-1951                               | Rochester Royals                                | 4–3   | N.Y. Knicks                                     |                                   |
| 1951-1952                               | Minneapolis Lakers                              | 4–3   | N.Y. Knicks                                     |                                   |
| 1952-1953                               | Minneapolis Lakers                              | 4–1   | N.Y. Knicks                                     |                                   |
| 1953-1954                               | Minneapolis Lakers                              | 4–3   | Syracuse Nationals                              |                                   |
| 1954-1955                               | Ft. Wayne Pistons                               | 3–4   | Syracuse Nationals                              |                                   |
| 1955-1956                               | Ft. Wayne Pistons                               | 1–4   | Philad. Warriors                                |                                   |
| 1956-1957                               | St. Louis Hawks                                 | 3–4   | Boston Celtics                                  |                                   |
| 1957-1958                               | St. Louis Hawks                                 | 4–2   | Boston Celtics                                  |                                   |
| 1958-1959                               | Minneapolis Lakers                              | 0–4   | Boston Celtics                                  |                                   |
| 1959-1960                               | St. Louis Hawks                                 | 3–4   | Boston Celtics                                  |                                   |
| 1960-1961                               | St. Louis Hawks                                 | 1–4   | Boston Celtics                                  |                                   |
| 1961-1962                               | L.A. Lakers                                     | 3–4   | Boston Celtics                                  |                                   |
| 1962-1963                               | L.A. Lakers                                     | 2–4   | Boston Celtics                                  |                                   |
| 1963-1964                               | S.F. Warriors                                   | 1–4   | Boston Celtics                                  |                                   |
| 1964-1965                               | L.A. Lakers                                     | 1–4   | Boston Celtics                                  |                                   |
| 1965-1966                               | L.A. Lakers                                     | 3–4   | Boston Celtics                                  |                                   |
| 1966-1967                               | S.F. Warriors                                   | 2–4   | Philadelphia 76ers                              |                                   |
| 1967-1968                               | L.A. Lakers                                     | 2–4   | Boston Celtics                                  |                                   |
| 1968-1969                               | L.A. Lakers                                     | 3–4   | Boston Celtics                                  | Jerry West (Lakers)               |
| 1969-1970                               | L.A. Lakers                                     | 3–4   | N.Y. Knicks                                     | Willis Reed (Knicks)              |
| 1970-1971                               | Milwaukee Bucks                                 | 4–0   | Baltimore Bullets                               | Kareem Abdul-Jabbar (Bucks)       |
| 1971-1972                               | L.A. Lakers                                     | 4–1   | N.Y. Knicks                                     | Wilt Chamberlain (Lakers)         |
| 1972-1973                               | L.A. Lakers                                     | 1–4   | N.Y. Knicks                                     | Willis Reed (Knicks)              |
| 1973-1974                               | Milwaukee Bucks                                 | 3–4   | Boston Celtics                                  | John Havlicek (Celtics)           |
| 1974-1975                               | G.S. Warriors                                   | 4–0   | Washington Bullets                              | Rick Barry (Warriors)             |
| 1975-1976                               | Phoenix Suns                                    | 2–4   | Boston Celtics                                  | Jo Jo White (Celtics)             |
| 1976-1977                               | Portland T. Blazers                             | 4–2   | Philadelphia 76ers                              | Bill Walton (Trail Blazers)       |
| 1977-1978                               | Seattle S.Sonics                                | 3–4   | Washington Bullets                              | Wes Unseld (Bullets)              |
| 1978-1979                               | Seattle S.Sonics                                | 4–1   | Washington Bullets                              | Dennis Johnson (SuperSonics)      |
| 1979-1980                               | L.A. Lakers                                     | 4–2   | Philadelphia 76ers                              | Magic Johnson (Lakers)            |
| 1980-1981                               | Houston Rockets                                 | 2–4   | Boston Celtics                                  | Cedric Maxwell (Celtics)          |
| 1981-1982                               | L.A. Lakers                                     | 4–2   | Philadelphia 76ers                              | Magic Johnson (Lakers)            |
| 1982-1983                               | L.A. Lakers                                     | 0–4   | Philadelphia 76ers                              | Moses Malone (76ers)              |
| 1983-1984                               | L.A. Lakers                                     | 3–4   | Boston Celtics                                  | Larry Bird (Celtics)              |
| 1984-1985                               | L.A. Lakers                                     | 4–2   | Boston Celtics                                  | Kareem Abdul-Jabbar (Lakers)      |
| 1985-1986                               | Houston Rockets                                 | 2–4   | Boston Celtics                                  | Larry Bird (Celtics)              |
| 1986-1987                               | L.A. Lakers                                     | 4–2   | Boston Celtics                                  | Magic Johnson (Lakers)            |
| 1987-1988                               | L.A. Lakers                                     | 4–3   | Detroit Pistons                                 | James Worthy (Lakers)             |
| 1988-1989                               | L.A. Lakers                                     | 0–4   | Detroit Pistons                                 | Joe Dumars (Pistons)              |
| 1989-1990                               | Portland T. Blazers                             | 1–4   | Detroit Pistons                                 | Isiah Thomas (Pistons)            |
| 1990-1991                               | L.A. Lakers                                     | 1–4   | Chicago Bulls                                   | Michael Jordan (Bulls)            |
| 1991-1992                               | Portland T. Blazers                             | 2–4   | Chicago Bulls                                   | Michael Jordan (Bulls)            |
| 1992-1993                               | Phoenix Suns                                    | 2–4   | Chicago Bulls                                   | Michael Jordan (Bulls)            |
| 1993-1994                               | Houston Rockets                                 | 4–3   | N.Y. Knicks                                     | Hakeem Olajuwon (Rockets)         |
| 1994-1995                               | Houston Rockets                                 | 4–0   | Orlando Magic                                   | Hakeem Olajuwon (Rockets)         |
| 1995-1996                               | Seattle S.Sonics                                | 2–4   | Chicago Bulls                                   | Michael Jordan (Bulls)            |
| 1996-1997                               | Utah Jazz                                       | 2–4   | Chicago Bulls                                   | Michael Jordan (Bulls)            |
| 1997-1998                               | Utah Jazz                                       | 2–4   | Chicago Bulls                                   | Michael Jordan (Bulls)            |
| 1998-1999 *                             | San Antonio Spurs                               | 4–1   | N.Y. Knicks                                     | Tim Duncan (Spurs)                |
| 1999-2000                               | L.A. Lakers                                     | 4–2   | Indiana Pacers                                  | Shaquille O'Neal (Lakers)         |
| 2000-2001                               | L.A. Lakers                                     | 4–1   | Philadelphia 76ers                              | Shaquille O'Neal (Lakers)         |
| 2001-2002                               | L.A. Lakers                                     | 4–0   | N.J. Nets                                       | Shaquille O'Neal (Lakers)         |
| 2002-2003                               | San Antonio Spurs                               | 4–2   | N.J. Nets                                       | Tim Duncan (Spurs)                |
| 2003-2004                               | L.A. Lakers                                     | 1–4   | Detroit Pistons                                 | Chauncey Billups (Pistons)        |
| 2004-2005                               | San Antonio Spurs                               | 4–3   | Detroit Pistons                                 | Tim Duncan (Spurs)                |
| 2005-2006                               | Dallas Mavericks                                | 2–4   | Miami Heat                                      | Dwyane Wade (Heat)                |
| 2006-2007                               | San Antonio Spurs                               | 4–0   | Cleveland Cavaliers                             | Tony Parker (Spurs)               |
| 2007-2008                               | L.A. Lakers                                     | 2–4   | Boston Celtics                                  | Paul Pierce (Celtics)             |
| 2008-2009                               | L.A. Lakers                                     | 4–1   | Orlando Magic                                   | Kobe Bryant (Lakers)              |
| 2009-2010                               | L.A. Lakers                                     | 4–3   | Boston Celtics                                  | Kobe Bryant (Lakers)              |
| 2010-2011                               | Dallas Mavericks                                | 4–2   | Miami Heat                                      | Dirk Nowitzki (Mavericks)         |
| 2011-2012 **                            | Oklahoma Thunder                                | 1–4   | Miami Heat                                      | LeBron James (Heat)               |
| 2012-2013                               | San Antonio Spurs                               | 3–4   | Miami Heat                                      | LeBron James (Heat)               |
| 2013-2014                               | San Antonio Spurs                               | 4–1   | Miami Heat                                      | Kawhi Leonard (Spurs)             |
| 2014-2015                               | G.S. Warriors                                   | 4–2   | Cleveland Cavaliers                             | Andre Iguodala (Warriors)         |
| 2015-2016                               | G.S. Warriors                                   | 3–4   | Cleveland Cavaliers                             | LeBron James (Cavaliers)          |
| 2016-2017                               | G.S. Warriors                                   | 4–1   | Cleveland Cavaliers                             | Kevin Durant (Warriors)           |
| 2017-2018                               | G.S. Warriors                                   | 4–0   | Cleveland Cavaliers                             | Kevin Durant (Warriors)           |
| 2018-2019                               | G.S. Warriors                                   | 2–4   | Toronto Raptors                                 | Kawhi Leonard (Raptors)           |
| 2019-2020 ***                           | L.A. Lakers                                     | 4–2   | Miami Heat                                      | LeBron James (Lakers)             |
| 2020-2021 ****                          | Phoenix Suns                                    | 2–4   | Milwaukee Bucks                                 | Giannīs Antetokounmpo (Bucks)     |
| 2021-2022                               | G.S. Warriors                                   | 4–2   | Boston Celtics                                  | Stephen Curry (Warriors)          |
| 2022-2023                               | Denver Nuggets                                  | 4–1   | Miami Heat                                      | Nikola Jokic (Nuggets)            |
| 2023-2024                               | Dallas Mavericks                                | 1–4   | Boston Celtics                                  | Jaylen Brown (Celtics)            |
| 2024-2025                               | Oklahoma Thunder                                | 4-3   | Indiana Pacers                                  | Shai Gilgeous-Alexander (Thunder) |

*Stagione durata 50 partite a causa del lock-out.
**Stagione durata 66 partite a causa del lock-out.
***Stagione durata diversamente per ogni squadra da un minimo di 64 partite a un massimo di 75 partite a causa del COVID-19.
****Stagione durata 72 partite a causa delle misure di contenimento del COVID-19.

## Apparizioni alle NBA Finals
Le statistiche seguenti si riferiscono alle vittorie e sconfitte delle serie, non alle gare singole vinte e perse.
| Finali | Squadra             | Vinte | Perse | Perc. | Ultima Presenza | Note |
| ------ | ------------------- | ----- | ----- | ----- | --------------- | --- |
| 32     | L.A. Lakers         | 17    | 15    | 53,1  | 2020            | 5-1 come Minneapolis Lakers                                                                                               |
| 23     | Boston Celtics      | 18    | 5     | 78,3  | 2024            | |
| 12     | G.S. Warriors       | 7     | 5     | 54,5  | 2022            | 2-1 come Philadelphia Warriors; 0-2 come San Francisco Warriors; 5-2 come Golden State Warriors                           |
| 9      | Philadelphia 76ers  | 3     | 6     | 33,3  | 2001            | 1-2 come Syracuse Nationals                                                                                               |
| 8      | N.Y. Knicks         | 2     | 6     | 25,0  | 1999            | |
| 7      | Detroit Pistons     | 3     | 4     | 42,9  | 2005            | 0-2 come Ft. Wayne Pistons                                                                                                |
| 7      | Miami Heat          | 3     | 4     | 42,9  | 2023            | |
| 6      | Chicago Bulls       | 6     | 0     | 100   | 1998            | |
| 6      | San Antonio Spurs   | 5     | 1     | 83,3  | 2014            | |
| 5      | Oklahoma Thunder    | 2     | 3     | 40,0  | 2025            | Dal 1967 al 2008 la franchigia era nota come Seattle SuperSonics (1-2)                                                    |
| 5      | Cleveland Cavaliers | 1     | 4     | 20,0  | 2018            | |
| 4      | Houston Rockets     | 2     | 2     | 50,0  | 1995            | Nel 1995 vincono con il sesto piazzamento in regular season, il più basso di sempre per una squadra vincitrice del titolo |
| 4      | Atlanta Hawks       | 1     | 3     | 25,0  | 1961            | Come St. Louis Hawks |
| 4      | Wash. Wizards       | 1     | 3     | 25,0  | 1979            | 0-1 come Baltimore Bullets; 1-2 come Washington Bullets                                                                   |
| 3      | Milwaukee Bucks     | 2     | 1     | 66,0  | 2021            | |
| 3      | Portland T. Blazers | 1     | 2     | 33,3  | 1992            | |
| 3      | Dallas Mavericks    | 1     | 2     | 33,3  | 2024            | |
| 3      | Phoenix Suns        | 0     | 3     | 0     | 2021            | |
| 2      | Brooklyn Nets       | 0     | 2     | 0     | 2003            | Come New Jersey Nets |
| 2      | Orlando Magic       | 0     | 2     | 0     | 2009            | |
| 2      | Utah Jazz           | 0     | 2     | 0     | 1998            | |
| 2      | Indiana Pacers      | 0     | 2     | 0     | 2025            | |
| 1      | Denver Nuggets      | 1     | 0     | 100   | 2023            | |
| 1      | Toronto Raptors     | 1     | 0     | 100   | 2019            | |
| 1      | Baltimore Bullets   | 1     | 0     | 100   | 1948            | Squadra fallita nel 1954 e non è la stessa franchigia degli attuali Washington Wizards                                    |
| 1      | Sacramento Kings    | 1     | 0     | 100   | 1951            | Come Rochester Royals |
| 1      | Chicago Stags       | 0     | 1     | 0     | 1947            | Squadra fallita nel 1950                                                                                                  |
| 1      | Wash. Capitols      | 0     | 1     | 0     | 1949            | Squadra fallita nel 1951                                                                                                  |

### Franchigie senza apparizioni alle NBA Finals
- Charlotte Hornets (fondati nel 1988, poi trasferiti a New Orleans, e rifondati nel 2004 come Charlotte Bobcats, ridenominati con nome originario dal 2014).
- Los Angeles Clippers (fondati nel 1970 come Buffalo Braves. Successivamente San Diego Clippers dal 1978 al 1984, e Los Angeles Clippers dal 1984).
- Memphis Grizzlies (fondati nel 1995 come Vancouver Grizzlies. Successivamente Memphis Grizzlies dal 2001).
- Minnesota Timberwolves (fondati nel 1989).
- New Orleans Pelicans (fondati nel 1988 come Charlotte Hornets. Successivamente New Orleans Hornets dal 2002 al 2005 e dal 2007 al 2013, e come New Orleans/Oklahoma City Hornets dal 2005 al 2007).